# Klenovica
Klenovica är en ort i Kroatien.   Den ligger i länet Gorski kotar, i den centrala delen av landet, 120 km sydväst om huvudstaden Zagreb. Klenovica ligger 1 meter över havet och antalet invånare är 300.
Terrängen runt Klenovica är kuperad åt nordost, men åt sydväst är den platt. Havet är nära Klenovica åt sydväst. Runt Klenovica är det ganska glesbefolkat, med 27 invånare per kvadratkilometer. Närmaste större samhälle är Novi Vinodolski, 5,3 km nordväst om Klenovica. 